# Arrondissement Colmar
Colmar is een voormalig arrondissement van het Franse departement Haut-Rhin in de regio Grand Est. Op 1 januari 2015 werd het aangrenzende arrondissement Ribeauvillé opgeheven en de gemeentes werden opgenomen in het arrondissement Colmar, dat werd hernoemd naar het huidige arrondissement Colmar-Ribeauvillé.

## Kantons
Het arrondissement was samengesteld uit de volgende kantons:
- Kanton Andolsheim
- Kanton Colmar-Nord
- Kanton Munster
- Kanton Neuf-Brisach
- Kanton Wintzenheim
- Kanton Colmar-Sud